# Заячковский, Роман Титович
Роман Титович Заячковский (укр. Рома́н Ти́тович Заячкі́вський, 1881 — 1949) — украинский общественный и политический деятель. Сын Тита Иосифовича Заячковского.
По образованию нотариус. С 1918 по 1919 годы — комиссар от ЗУНР города Коломыя. С 1941 по 1944 годы во время оккупации Украины немцами возглавлял нотариальную палату Львова. После войны эмигрировал в США.